# Альваро Гомес Бесерра
Альваро Гомес Бесерра (ісп. Álvaro Gómez Becerra; 26 грудня 1771 — 23 січня 1855) — іспанський політик, двічі був міністром юстиції (1835—1836, 1840—1841), голова іспанського уряду від травня до липня 1843 року.